# Coscinia powelli
Coscinia powelli là một loài bướm đêm thuộc phân họ Arctiinae, họ Erebidae.